# (465) Alecto
Pour les articles homonymes, voir Alecto.
(465) Alecto est un astéroïde de la ceinture principale découvert par Max Wolf le 13 janvier 1901.
Il est nommé d'après Alecto (l'Implacable) une des Érinyes grecques.